# Alien Abduction
Alien Abduction è un film statunitense del 2005 diretto da Eric Forsberg. È un B movie fantascientifico su storie di rapimenti alieni prodotto da The Asylum, società specializzata nelle produzioni di film a basso costo per il circuito direct-to-video.

## Trama
Quattro ragazzi in campeggio notano una luce che appare sopra la loro testa. Jean registra l'UFO con la sua videocamera ma i suoi amici non le credono e non sono convinti del nastro. Quella notte, mentre sono seduti intorno al fuoco, gli alieni attaccano. I quattro fuggono per salvarsi la vita ma non possono scappare e vengono rapiti dall'UFO. Si svegliano in una cella sull'astronave. Jean usa la visione notturna della telecamera per esplorare gli anfratti e i passaggi ma alla fine i quattro ragazzi vengono portati in una stanza dove vengono legati per controllare se i quattro se hanno un buon rapporto con gli UFO.
Jean si risveglia in un ospedale con terribili flashback. Quella notte una figura si intrufola nella sua stanza e la punge con un ago nella parte posteriore del collo, causandole la perdita di ogni ricordo legato al rapimento. Il Dr. Booker le rivela poi che si trova in una struttura speciale per persone che affermano di essere state rapite dagli UFO. Dovrà rimanere lì fino a quando non saranno certi che possa riprendere una vita normale. Una militare, il maggiore Shakti, la vuole lobotomizzare. Jean arriva in un'ala dell'ospedale alla ricerca dei suoi amici e scopre che parte dell'ospedale è riservata a mutanti e a gente che ha perso il senno ed è stata lobotomizzata. Viene poi catturata da Shakti che le pratica degli elettroshock fino a farla rimanere incosciente. Quando si sveglia, la interroga e poi la manda in una stanza per la lobotomia. Jean riesce invece a lobotomizzare l'infermiera e la nasconde facendo credere agli altri di essere lei. Attraverso le prese d'aria, arriva quindi in un magazzino dove trova una scatola etichettata con il suo nome e la sua fotocamera tramite la quale rivede il video del suo rapimento. Riesce poi a fuggire uccidendo una guardia ma scopre che gli alieni sono scappati e stanno diffondendosi nella struttura. Durante la fuga, un dottore, Thomas, le rivela che l'ospedale è in realtà parte della nave aliena. Trovano alcun degli amici di Jean, Todd e Britney che sono ridotti male e a stento si ricordano di Jean, tanto che Todd alla fine uccide Britney mentre Thomas viene ucciso da una larva aliena.
In seguito Jean arriva in un laboratorio dove Shakti le spiega che Jean in realtà era morta nel rapimento e che lei era un clone. Jean riesce alla fine a liberarsi del suo clone e a liberare i suoi amici, anche loro clonati, che non ricorderanno nulla. Nel finale, il gruppo si ritrova nel campeggio quando un elicottero con una squadra di salvataggio li raggiunge.

## Produzione
Il film fu prodotto da The Asylum e diretto da Eric Forsberg  con un budget stimato in 600.000 dollari. Le musiche sono firmate da Peter Saltzman, gli effetti speciali da Richard Miranda.

## Distribuzione
Il film è stato distribuito solo per l'home video. Alcune delle uscite internazionali sono state:
- 1º gennaio 2005 negli Stati Uniti (Alien Abduction)
- 26 aprile 2005 in Norvegia
- 31 ottobre 2005 negli Stati Uniti (al Chicago Horror Film Festival)
- 29 luglio 2006 in Canada
- 8 settembre 2006 in Giappone
- in Ungheria (Testrabló idegenek)

## Promozione
La tagline è: «The war of the worlds has already begun!» («La guerra dei mondi è appena iniziata!») in riferimento al romanzo del 1898 La guerra dei mondi di H.G. Wells, che sarebbe stato poi riadattato dalla The Asylum due mesi dopo in H.G. Wells' War of the Worlds.